# Marquesa de Ribelles
Marquesa de Ribelles (segle XIV - Alguaire, 1348) fou una monja santjoanista, priora catalana del monestir de Santa Maria d'Alguaire.

## Biografia
Fou priora del Monestir de Santa Maria d'Alguaire (1330-1348). Dama d'origen lleidatà, era neboda de Ramon de Ribelles, que havia ostentat la castellania d'Amposta. Vuitanta anys després de la fundació del convent, la comunitat estava formada per una vintena de monges de creu sencera, no gaire ben avingudes, com es demostrà en el fet que en el seu nomenament es veié per primera vegada certa discòrdia entre les religioses, un cop morta Sibil·la de Castellvell (1310-1329).
És de destacar que durant l'any 1330 el monestir passà de la tutela de la castellania d'Amposta, autoritat amb la qual les priores havien mantingut tradicionalment una relació difícil, al Gran Priorat de Catalunya, creat el 1319 i del qual passen a dependre les religioses d'Alguaire per raó dels estatuts o sentència dictats pel gran mestre Helió de Vilanova. En els seus quinze articles es determina de manera concreta les obligacions envers l'orde, les propietats, facultats i personal, ajustades a la importància que havia pres el cenobi, cap d'una baronia santjoanista per espai de més de cinc-cents anys. S'hi establia que pertanyien al convent els castells i llocs d'Alguaire, Ratera, la Portella i Vilanova de Segrià, junt amb tots els seus habitants, rendes i fruits, amb l'obligació de lliurar-ne una desena part al gran prior de Catalunya. També nomenaven els batlles, dret que els havien conferit els reis d'Aragó, així com tots els funcionaris que exercien la jurisdicció representant al monestir. De fet, el rei Pere III d'Aragó aprovà el 1342 la venda de la jurisdicció de mer i mixt imperi dels llocs d'Alguaire, Ratera i Vilanova de Segrià, i pren l'abril de 1372 el monestir sota la seva protecció, que passà a ser patronat reial. La marquesa de Ribelles, de fet, ordenà la preparació d'una estança pels reis, on molts d'ells sojornaren.
Cal destacar que els veïns d'aquests llocs, des de llavors, prestarien homenatge a la priora del convent i serien jutjats sobre la jurisdicció hospitalera, i no pel veguer de Lleida, excepte si el delicte era de lesa majestat. Hom afirma que l'abadia d'Alguaire, al cap d'una centúria de la seva fundació, s'havia convertit en una de les millors cases del Gran Priorat de Catalunya, sota la qual havia assolit prosperitat i fama. Succeí la marquesa de Ribelles a la seva mort Romia de Vilanova (1348-1389), que actuà diversament pel que fa a les relacions amb la ciutat de Lleida, especialment amb relació a les controvèrsies generades pel reg. Una i altra foren protagonistes de la permanent rivalitat entre l'Hospital de Sant Joan de Jerusalem i el comtat d'Urgell al llarg del s. XIV; disputes que donaren lloc a una pietosa llegenda narrada en dos murals conservats en l'església de la Mare de Déu del Merli d'Alguaire. Segons aquesta, un comte d'Urgell, mogut per un temperament bel·licós i violent, en veure que la priora d'Alguaire havia ordenat als seus vassalls que no acatessin la sobirania que pretenia sobre el lloc de la Portella, sortí del castell d'Albesa amb una poderosa host amb intencions no pas pacífiques. Però en travessar el pont de pedra sobre la Noguera Ribagorçana es va quedar cec; intervenció divina fruit de les oracions de les religioses. Llavors el comte, reconeixent la injustícia del seu intent i penedit, feu vot solemne de respectar els drets de la priora i comunitat de religioses hospitaleres; va fer marxa enrere i immediatament recobrà la vista.